# Nantas
Nantas è un film muto italiano del 1918 diretto da Vincenzo Denizot, tratto dall'omonimo romanzo di Émile Zola del 1878.